# Zülz

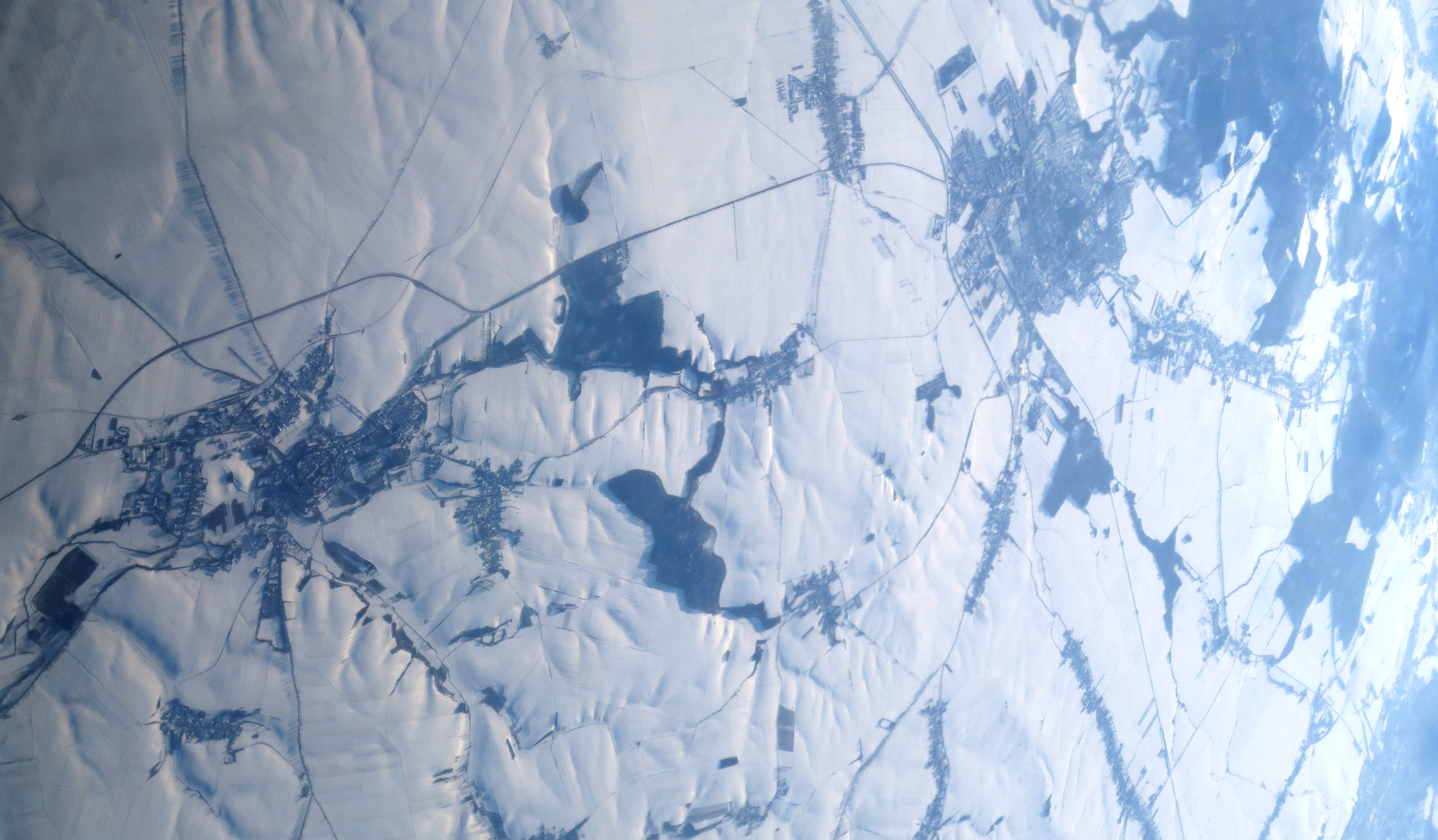
Luftbild von Zülz (links) und Prudnik

Zülz (polnisch Biała) ist eine Stadt mit rund 2500 Einwohnern in der Stadt und Landgemeinde Zülz im Powiat Prudnicki der Woiwodschaft Opole in Polen. Seit 2006 ist Zülz amtlich eine Zweisprachige Gemeinde (deutsch und polnisch).

## Geographie
Zülz liegt der Landesstraße 414 in der Schlesischen Tiefebene etwa acht Kilometer nordöstlich von Prudnik (Neustadt) und etwa 40 Kilometer südwestlich von Oppeln. Nachbarorte sind im Norden Waschelwitz (Wasiłowice), im Osten Altzülz (Solec), im Südosten Olbersdorf (Olbrachcice) und im Südwesten Groß Pramsen (Prężyna).

## Geschichte

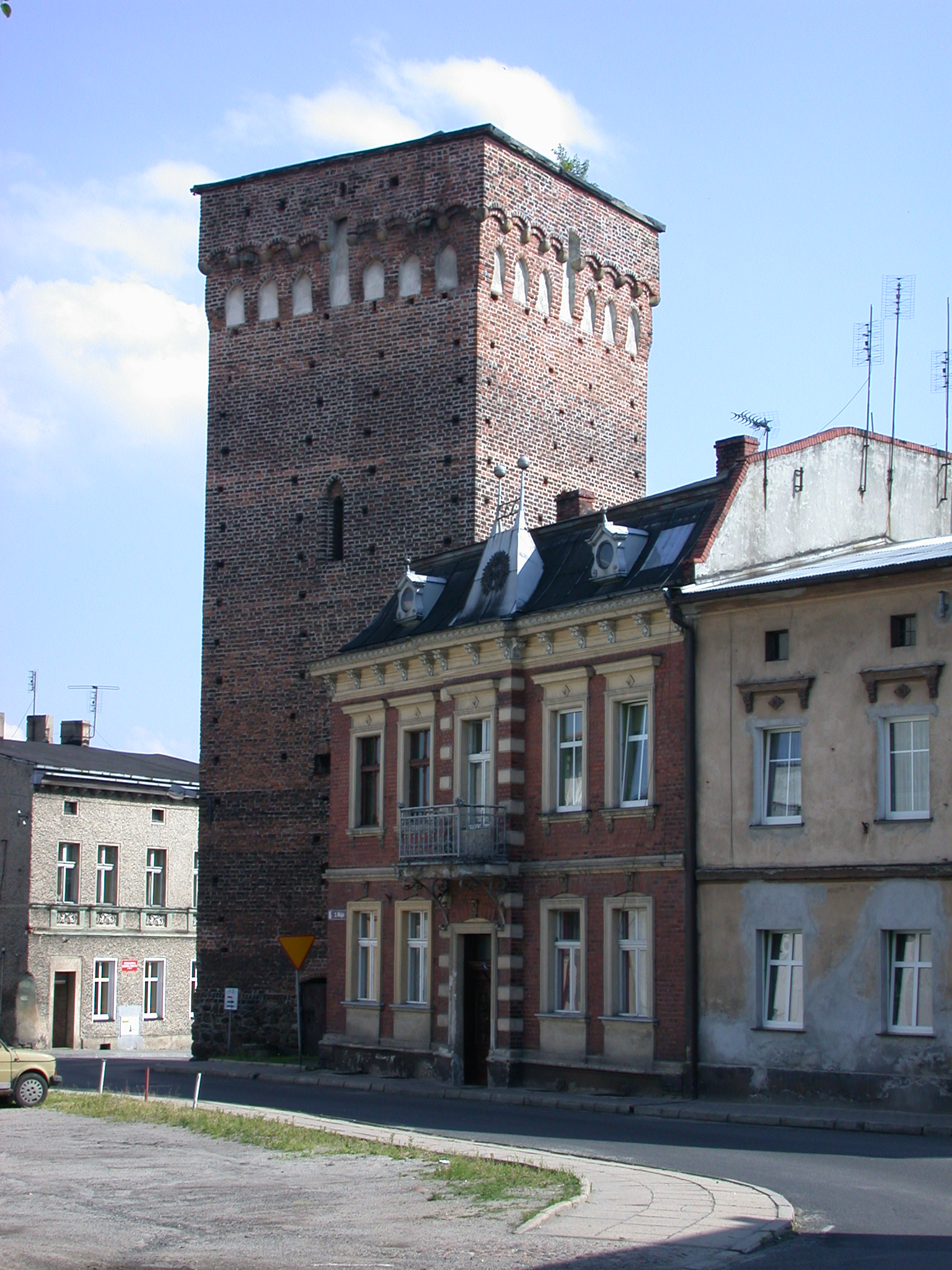
Neustädter Turm

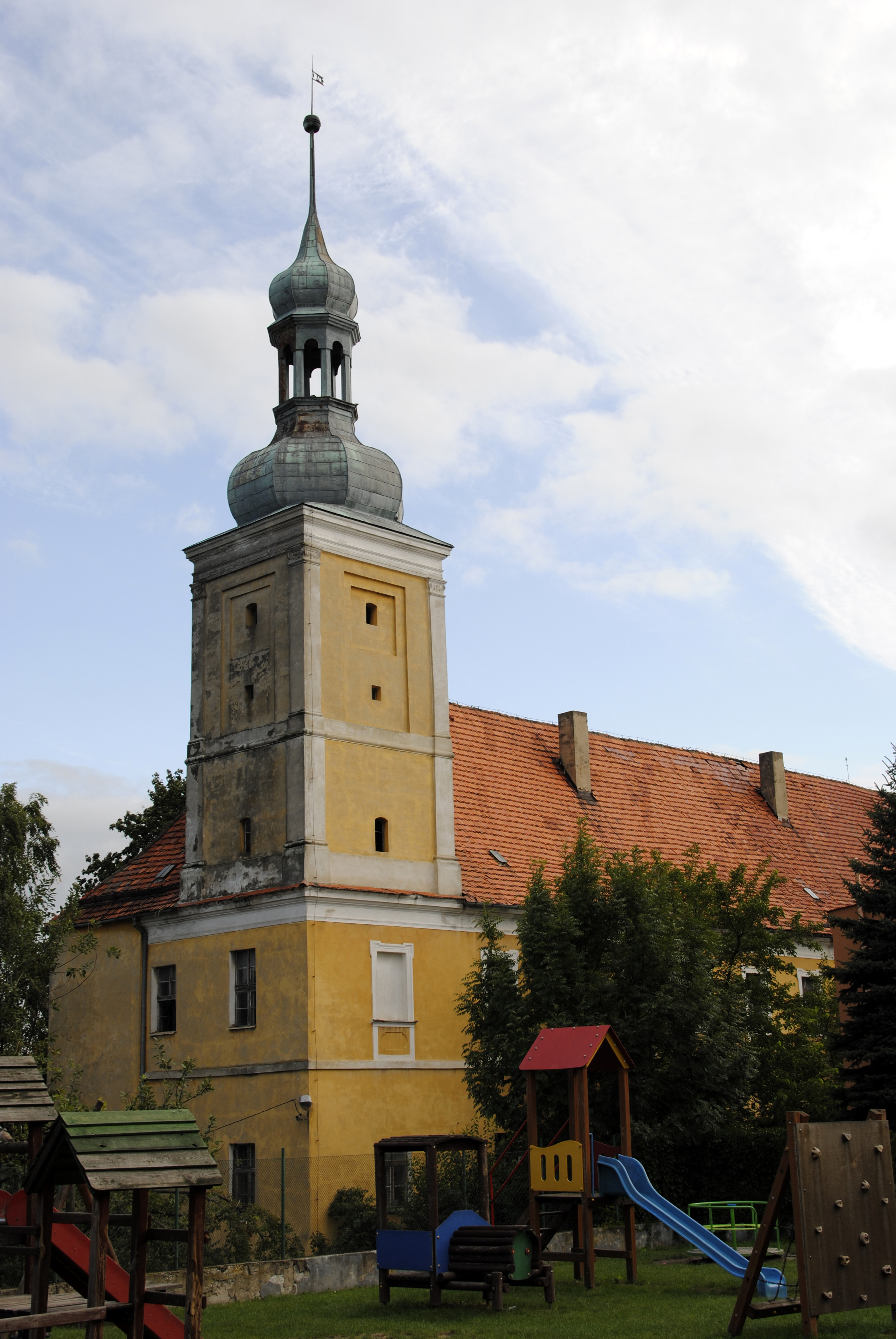
Schloss Zülz

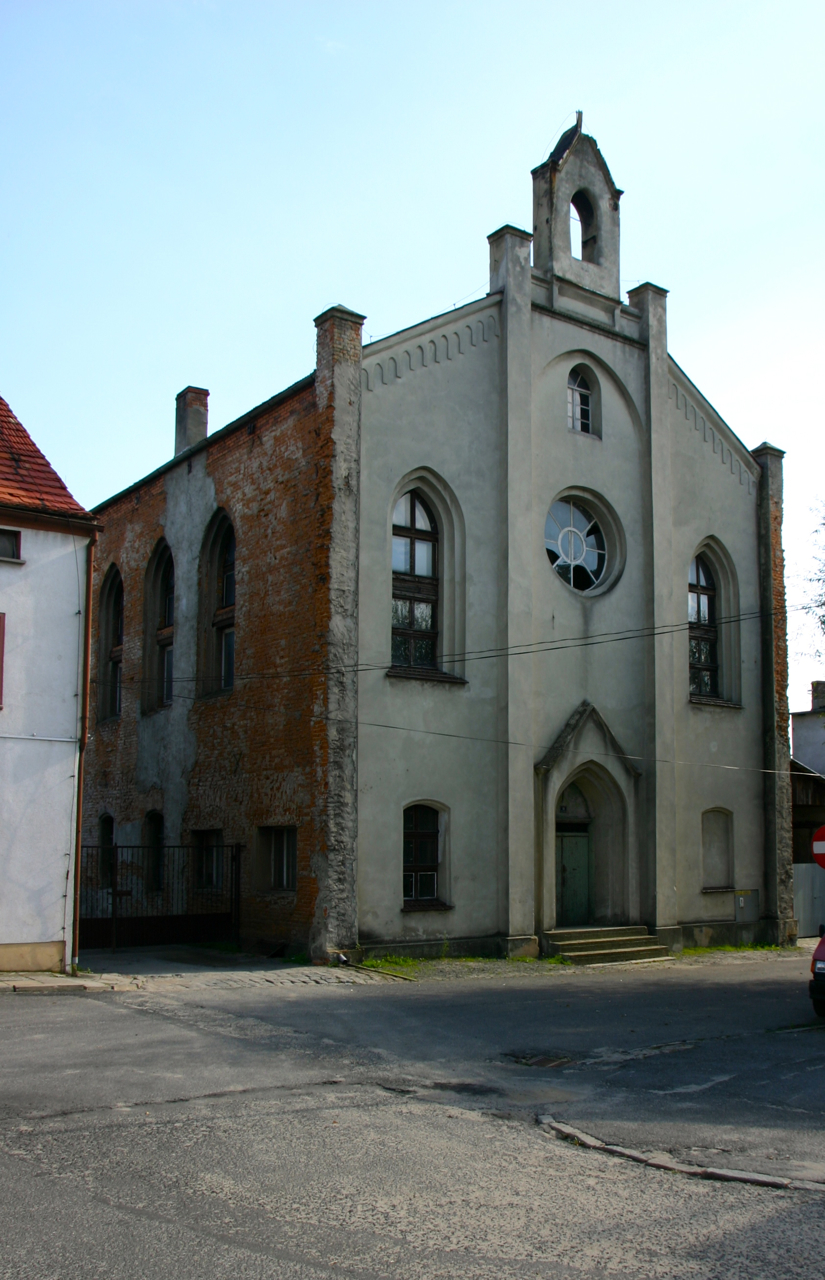
Ehemalige evangelische Kirche

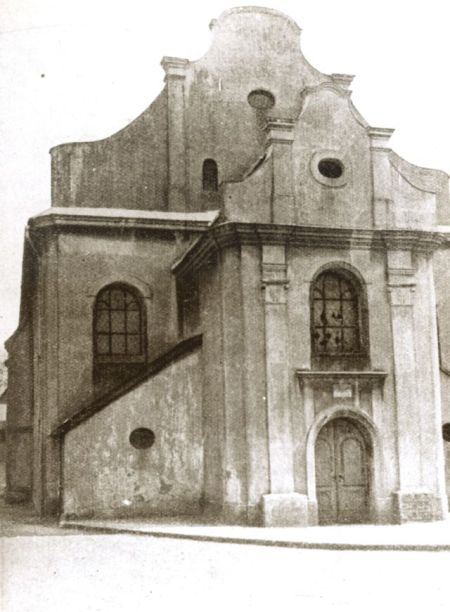
Synagoge

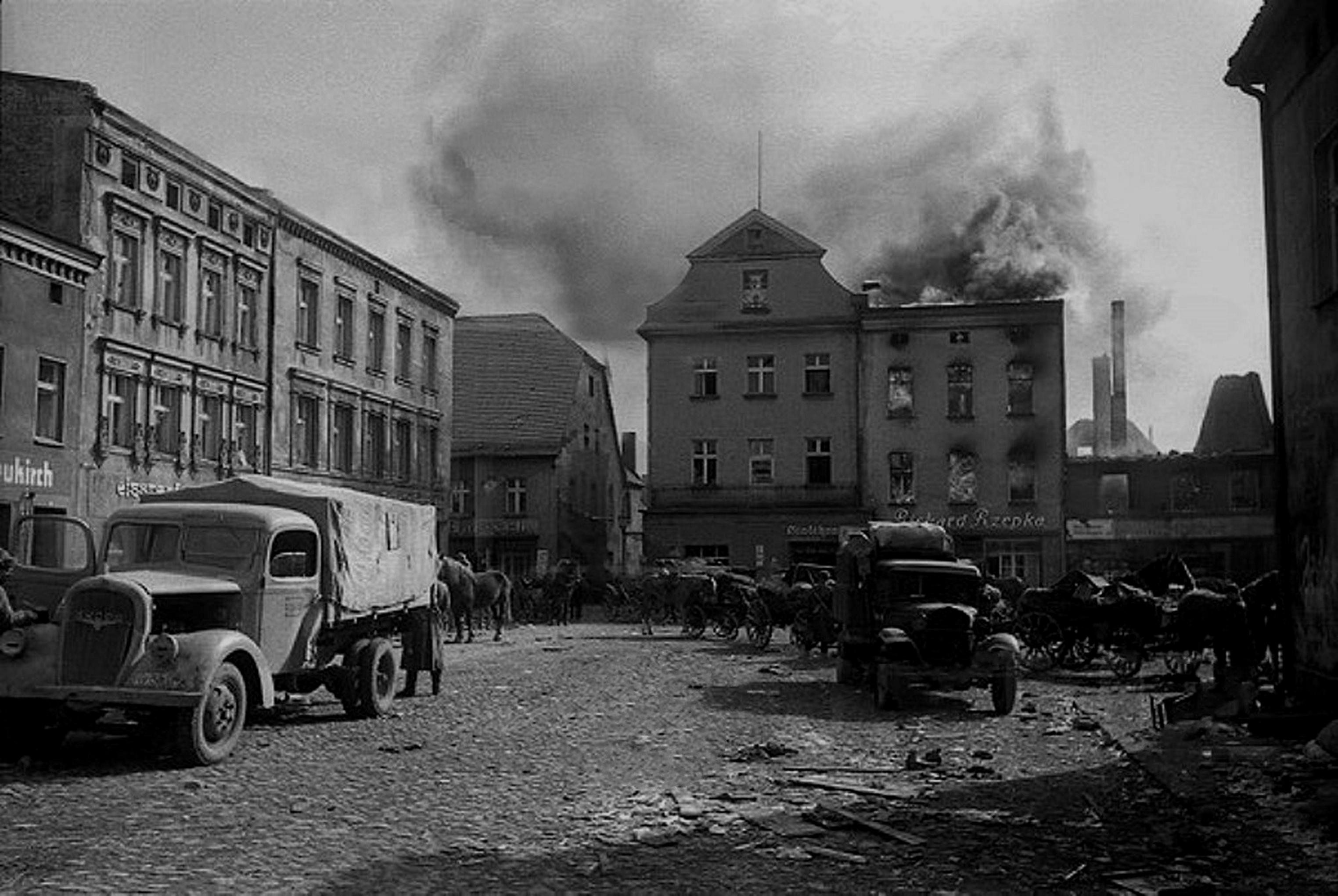
Ring im Frühjahr 1945

Im Südwesten ihres Herrschaftsbereiches hatten die Herzöge von Oppeln am Zülzer Wasser die Burg Bela errichtet, die Sitz eines Kastellans war. Unterhalb der Burg entstand als Ausgangspunkt für die weitere Besiedlung der Wälder an der Grenze zu Mähren das deutsche Pfarrdorf Bela, das im Jahre 1225 erstmals nachweisbar ist. Von Bela aus wurden weitere Orte gegründet, wie Kostenthal (1225), und Kasimir (1240) bei Oberglogau.
Etwa um 1270 wurde zwischen dem Dorf und der Burg Bela die Stadt „Bela alias Czolz“ mit Magdeburger Recht gegründet. Ihre Anlage erfolgte in regelmäßiger Bebauung um einen Ring. Sie war ummauert und besaß zwei Stadttore. Schon bald wurde die Stadt als Zolez und später Zülz bezeichnet, für das ein Kilometer östlich gelegene gleichnamige Dorf bürgerte sich die Bezeichnung Altzülz ein und das Dorf Bela wurde Altstadt genannt. Dessen Kirche wurde zur Filialkirche der 1400 neu errichteten Stadtkirche. In den Vorstädten entstanden zwei Kapellen und Parochialschulen. Ab 1311 war Zülz Sitz eines Vogtes; ab 1335 war in dem Städtchen ein Archipresbyterat ansässig. Nach dem Tod des letzten Oppelner Piastenherzogs Johann II. gelangte die Stadt an die Habsburger in ihrer Eigenschaft als Könige von Böhmen. Unter den verschiedenen Inhabern der Kammerherrschaft Zülz erlangten die Freiherren von Proskau, denen ab 1565 zunächst die Stadt und seit 1602 auch die neun Dörfer umfassende Herrschaft Proskau gehörte, besondere Bedeutung. Seit dem Ende des 14. Jahrhunderts hatten sich vor allem in der Neisser Vorstadt zahlreiche Juden angesiedelt. Unter den Freiherren von Proskau blieb Zülz neben Glogau die einzige schlesische Stadt, aus der zum Ende des 16. Jahrhunderts die Juden nicht vertrieben wurden. 1601 verlieh Kaiser Rudolf II. auf ein Gesuch der Herren von Proskau hin den Zülzer Juden ein Schutzprivileg.
Während des Dreißigjährigen Krieges brach in dem Ackerbürgerstädtchen eine Pestepidemie aus, die 1633 die Einwohnerschaft fast vollständig auslöschte. Zur Erinnerung daran wurde eine Pestkapelle errichtet. Das 1699 verliehene Handelsprivileg erlaubte den Juden aus Zülz den Handel in Schlesien, Böhmen und Polen, damit erlangten sie die gleichen Rechte wie christliche Kaufleute. Wegen dieser Rechte erfolgte im 18. Jahrhundert ein starker Zuzug von Juden in die Stadt. Aus dieser Zeit stammt auch die umgangssprachliche Bezeichnung „Judenzülz“ für die Stadt, während die jüdischen Bewohner auch den hebräischen Namen Makom Zadik (Ort des Gerechten) gebrauchten.
Im 18. Jahrhundert gehörte Zülz zur Steuerrätlichen Inspektion in Neustadt O.S. Bei der Teilung Schlesien im Vorfrieden von Breslau fiel Zülz 1742 an Preußen. Infolge des von Friedrich Wilhelm III. am 11. März 1812 im Zuge der Preußischen Reformen erlassenen Emanzipationsediktes, das die Ausgrenzung der Juden in Preußen amtlich aufhob und ihnen auch andernorts die Ansiedlung als freie Kaufleute ermöglichte, verließen die meisten Juden bald das Städtchen und zogen in die großen Städte. Diese Abwanderung war so stark, dass im Jahre 1914 die Zülzer Jüdische Gemeinde ihre Auflösung beschloss.
1727 erfolgte unter den Freiherren von Proskau der Umbau des aus dem 16. Jahrhundert stammenden Schlosses mit seinem architektonisch wertvollen Kreuzgang. 1748 wurde Bartolomäus von Oderfeld neuer Besitzer der Kammerherrschaft Zülz, ihm folgten 1756 die Grafen Matuschka, bis 1841 die Teilung der Herrschaft begann. Die Stadt kaufte danach das Schloss, das zwischen 1874 und 1923 als Präparandenanstalt und von 1875 bis 1925 zugleich als Lehrerseminar genutzt wurde. Von 1926 bis 1934 befand sich darin eine Mädchenschule, seit deren Schließung wird das Gebäude als städtisches Gymnasium genutzt.
Am 22. Oktober 1896 erhielt Zülz, das seit 1816 dem Landkreis Neustadt O.S. angehörte, mit der Inbetriebnahme der 11 Kilometer langen ersten Teilstrecke der Neustadt-Gogoliner Eisenbahn-Gesellschaft von Neustadt einen Anschluss an das Eisenbahnnetz. Am 4. Dezember 1896 war der Bau des 31 Kilometer langen zweiten Teilstückes der Bahn, das von Zülz in das nordöstlich gelegene Gogolin führte, abgeschlossen. Am Anfang des 20. Jahrhunderts hatte Zülz eine evangelische Kirche, eine katholische Kirche, eine Präparandenanstalt, eine Zuckerfabrik (im benachbarten Dorf Schönowitz), eine Maschinenfabrik, eine Ziegelei sowie Ton- und Zementröhrenfabrikation.
Bei der nach dem Ersten Weltkrieg durchgeführten Volksabstimmung in Oberschlesien 1921, die über die weitere staatliche Zugehörigkeit der Region entscheiden sollte, lag Zülz außerhalb des Abstimmungsgebietes, das nur den östlichen Teil des Landkreises Neustadt O.S. umfasste.
Gegen Ende des Zweiten Weltkriegs wurde Zülz am 18. März 1945 von der Roten Armee besetzt. Als Folge des Zweiten Weltkriegs fiel Zülz unter polnische Verwaltung. Nachfolgend wurde es in Biała umbenannt. Die deutsche Bevölkerung wurde, soweit sie nicht schon vorher geflohen war, weitgehend vertrieben, wobei eine beachtliche deutsche Minderheit in Zülz bleiben konnte. Die neu angesiedelten Bewohner waren teilweise Zwangsumgesiedelte aus Ostpolen, das an die Sowjetunion gefallen war.
1991 wurde der Personenverkehr Bahnlinie der Neustadt-Gogoliner Eisenbahn stillgelegt. 
Seit 2006 ist die Gemeinde Zülz amtlich zweisprachig, 2008 führte sie zweisprachige Ortsbezeichnungen ein. Der gegenwärtig amtierende Bürgermeister gehört der deutschen Minderheit an.

## Sehenswürdigkeiten

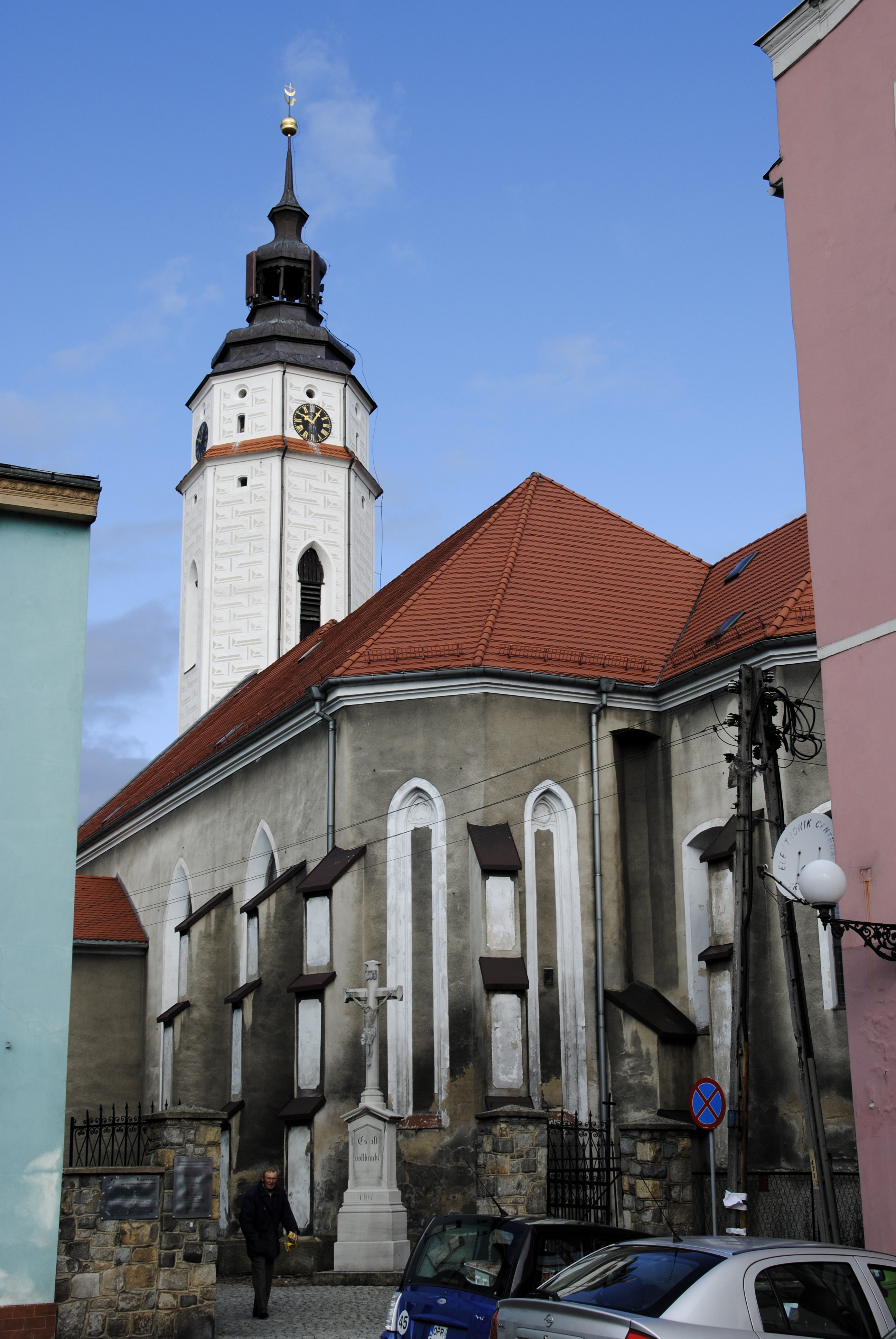
Mariä-Himmelfahrts-Kirche

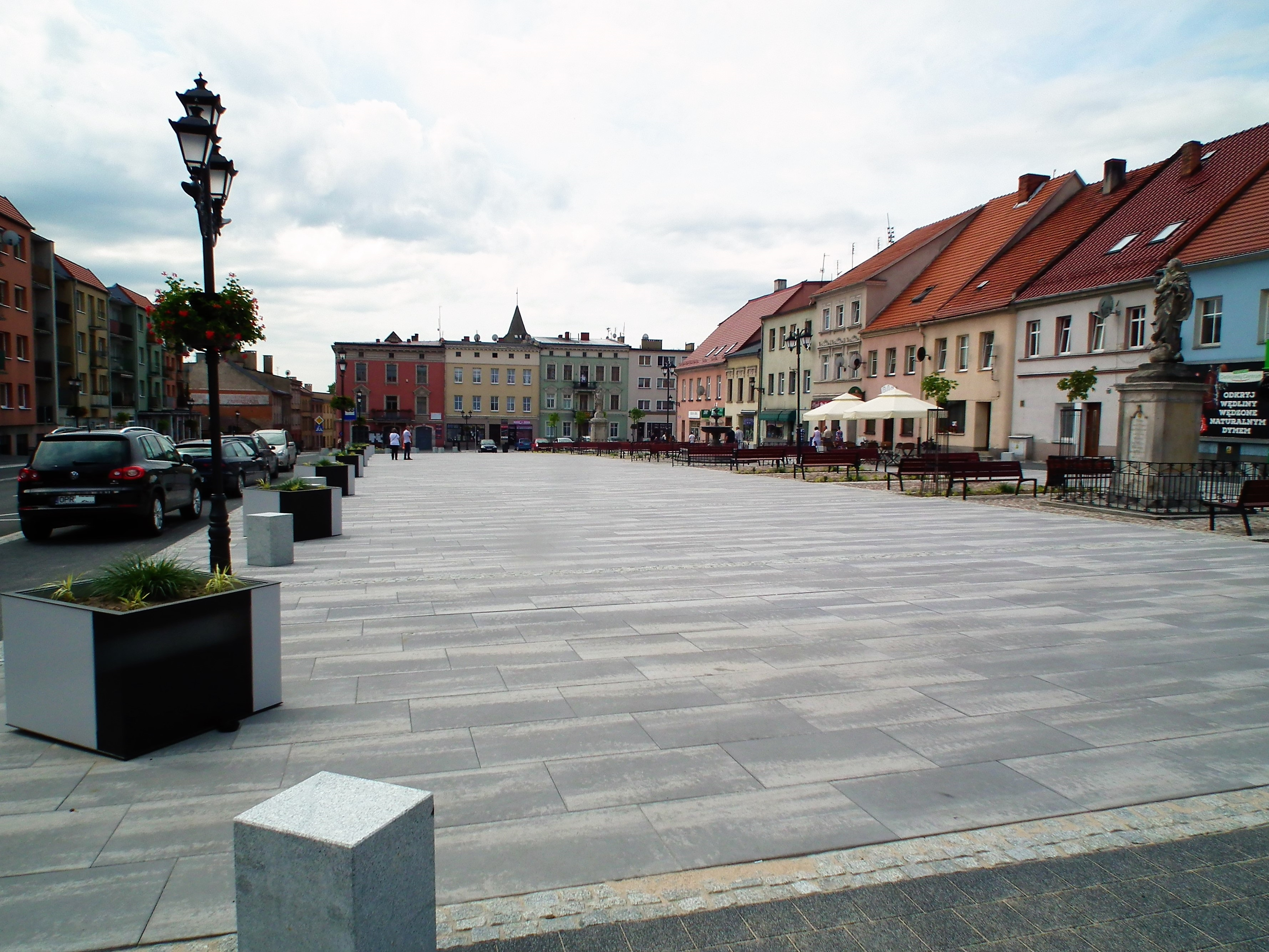
Ring

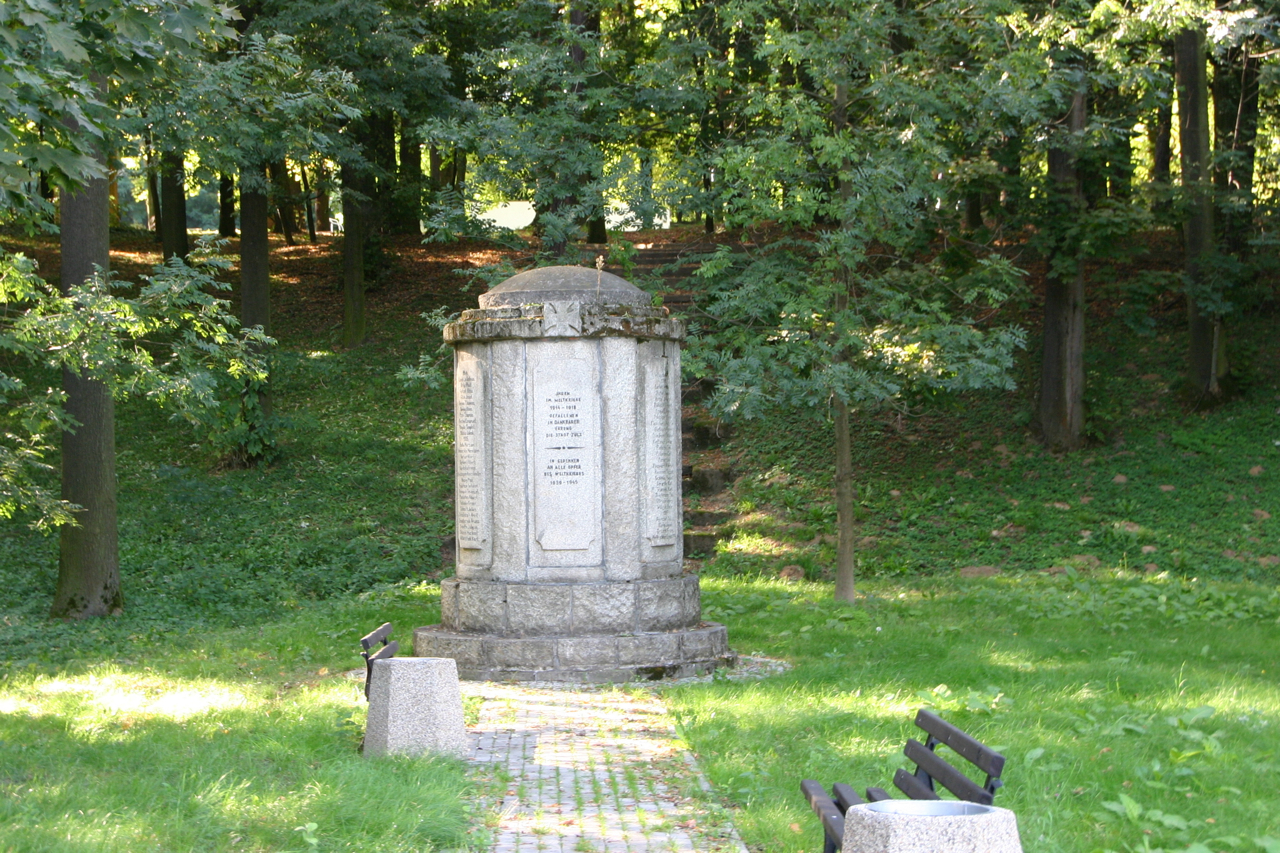
Denkmal für die Gefallenen des Ersten Weltkrieges

- Die römisch-katholische Mariä-Himmelfahrts-Kirche (Kościół Wniebowzięcia Najświętszej Maryi Panny) liegt an der nordwestlichen Ecke des Rings. Das Bauwerk stammt vorwiegend aus dem 16. Jahrhundert. Das Innere der Kirche ist im barocken Stil gehalten.
- Die römisch-katholische St.-Peter-und-Paul-Kirche (Kościół św. Piotra i św. Pawła) liegt in der Zülzer Altstadt. Die Kirche entstand wohl im (?) Jahrhundert. Nach einem Brand wurde sie 1690 erweitert und umgestaltet. Das Langhaus besitzt einen rechteckigen Grundriss. An der Westseite befindet sich der dreigeschossige Glockenturm auf rechteckigen Grundriss und einem oktogonalen Abschluss. Bedeckt ist der Turm mit einem geknickten Spitzhelm. Der barocke Hauptaltar wurde in der zweiten Hälfte des 17. Jahrhunderts errichtet. Dieser besitzt ein Gemälde der Hl. Dreifaltigkeit aus dem Jahr 1700.[4] Seit 1964 steht das Kirchengebäude unter Denkmalschutz.[5]

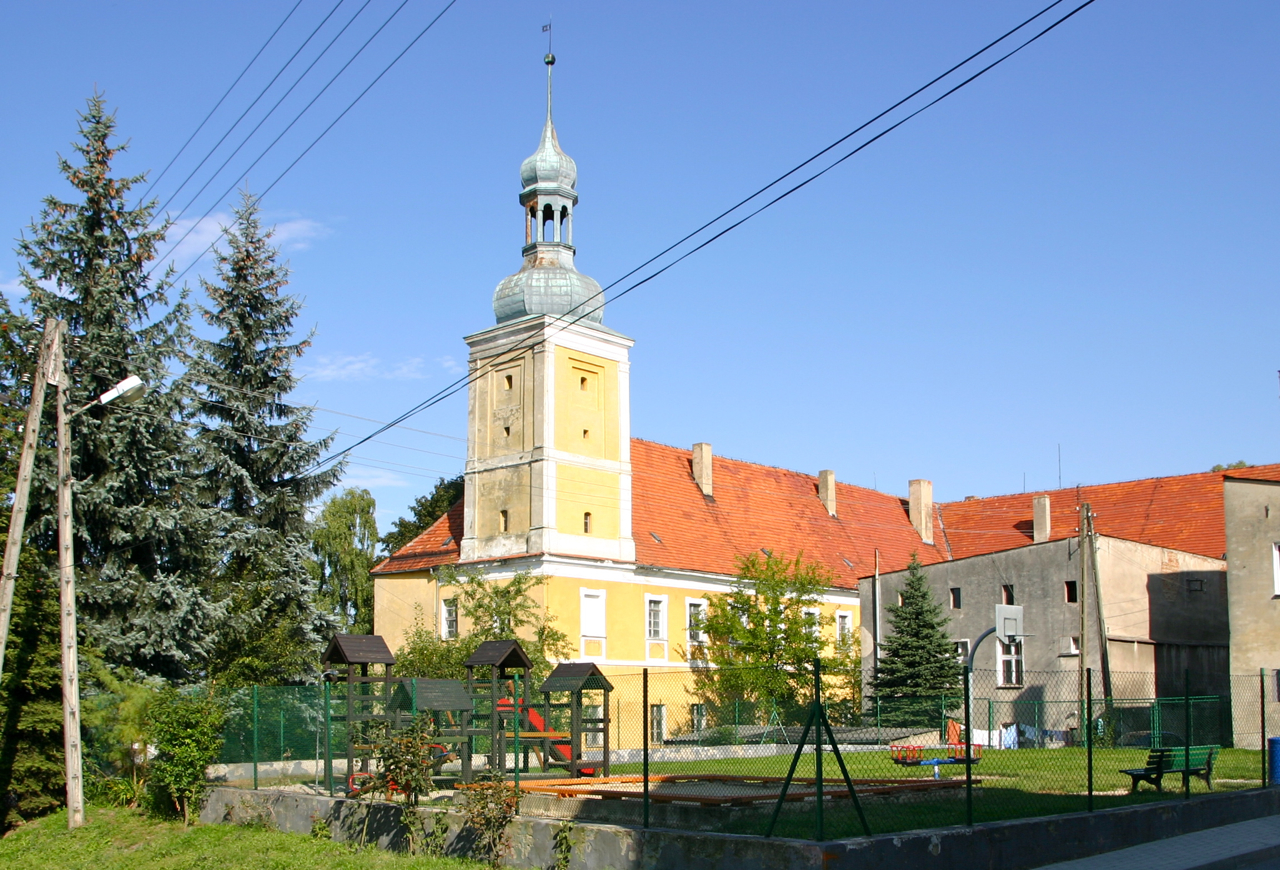
Renaissanceschloss

- Das Schloss Zülz wurde 1225 erstmals als eine Kastellaneiburg erwähnt. Das Gebäude liegt im nördlichen Bereich des historischen Stadtkerns entlang der nördlichen Stadtmauer. Das Gebäude stammt im Kern aus dem 15. Jahrhundert. Im 17. und 18. Jahrhundert erfolgten Umbauten und Erweiterungen des Gebäudes. Das Gebäude liegt auf einem F-förmigen Grundriss, besitzt zwei Geschosse mit Satteldach sowie Volutengiebel. Der Westturm auf quadratischen Grundriss mit Schweifhaube entstand im 18. Jahrhundert. Ab 1878 wurde das Gebäude als Schule genutzt. Später befand sich darin ein Lehrerseminar sowie das Städtische Gymnasium. Von 1946 bis 1980 befand sich im Schloss die örtliche Volksschule. Seit 1987 wird das Gebäude gewerblich genutzt.[4] Seit 1959 steht das Schloss unter Denkmalschutz.[5]
- Der Zülzer Wasserturm liegt am Fuß des Burgbergs; er wurde 1606 erbaut. 1958/1959 wurde der Bau saniert. Der dreigeschossige Bau steht auf quadratischem Grundriss und besteht aus verputzten Backstein.[4] Seit 1959 steht das Gebäude unter Denkmalschutz.[5]
- Neustädter Wehrturm
- Jüdischer Friedhof
- Ring mit barocken, klassizistischen und sozialistischen Wohnhäusern
- Nepomukstatue
- Fragmente der Stadtmauer
- Ehemalige Evangelische Kirche
- Denkmal für die Gefallenen des Ersten Weltkriegs

## Einwohnerentwicklung
| Jahr | Einwohnerzahl | Anmerkungen |
| ---- | ------------- | --- |
| 1780 | 2036          | davon 1035 Christen und 1001 Juden |
| 1781 | 2061          | davon 1035 Christen und 1024 Juden |
| 1782 | 2022          | davon 961 Christen und 1061 Juden |
| 1816 | 2377          | [ 7 ] |
| 1825 | 2462          | davon 34 Evangelische, 1319 Katholiken, 1109 Juden |
| 1840 | 2657          | davon 66 Evangelische, 1836 Katholiken, 755 Juden |
| 1855 | 2620          | [ 10 ] |
| 1861 | 2700          | davon 126 Evangelische, 2235 Katholiken, 339 Juden; |
| 1867 | 2626          | am 3. Dezember |
| 1871 | 2613          | darunter 100 Evangelische, 360 Juden (450 Polen); nach anderen Angaben 2780 Einwohner (am 1. Dezember), davon 86 Evangelische, 2446 Katholiken, 238 Juden |
| 1905 | 2816          | meist Katholiken |
| 1910 | 2842          | am 1. Dezember |
| 1933 | 3744          | [ 14 ] |
| 1939 | 3784          | [ 14 ] |

| Jahr | Einwohner |
| ---- | --------- |
| 1961 | 2.832     |
| 1971 | 3.100     |
| 1980 | 2.900     |
| 1995 | 2.909     |
| 2000 | 2.831     |
| 2005 | 2.679     |

## Wappen
In Rot eine silberne Burg mit Zinnenturm und gezogenem Fallgatter. Ein Schild am Turm ist gespalten von Rot und Silber und hat je ein liegendes Hufeisen mit dem Hufeisenbogen an der Schildteilung stoßend in verwechselten Farben. 
Der Schild zeigt das Stammwappen der Adelsfamilie Proskowski von Proskau.
In dieser Form taucht das Stadtwappen in einem Siegel von 1693 auf. Aufgrund zahlreicher Stadtbrände sind keine älteren Dokumente erhalten. Laut Hugo Saurma verlieh Kaiser Ferdinand I. der Stadt im ersten Jahr der Proskauschen Herrschaft 1564 dieses Wappen, das allerdings nur eine Vermehrung des alten Stadtwappens um den Schild der neuen Besitzer darstellt.

## Partnerstädte
- Marienheide, Nordrhein-Westfalen, Deutschland
- Město Albrechtice, Tschechien
- Vlčice, Okres Jeseník, Tschechien

## Gemeinde
Die Stadt- und Landgemeinde Zülz umfasst ein Gebiet von 195,82 km², auf dem etwa 10.700 Einwohner leben. Sie gliedert sich in 29 Dörfer mit Schulzenämtern.

## Persönlichkeiten

### Söhne und Töchter der Stadt
- Adolph Martin Schlesinger (1769–1838), Musikverleger und Musikalienhändler
- Julius Landsberger (1819–1890), Orientalist und Rabbiner
- Louis Loewe (1809–1888), Orientalist
- Salomon Cohn (1822–1902), Rabbiner
- Johann Hoeniger (1850–1913), Architekt
- Rudolf Tunkel (1898–nach 1932), Politiker
- Hans Kunke (1906–1940), Versicherungsbeamter und Widerstandskämpfer gegen das NS-Regime
- Harry Thürk (1927–2005), Schriftsteller
- Heinz Branitzki (1929–2016), Industriemanager

### Persönlichkeiten, die in Zülz gewirkt haben
- Josef Hirsch Janow (1733–1785), Rabbiner, zeitweise Rabbiner in Zülz
- Zvi Zamoscz (1740–1807), Rabbiner, Kabbalist und Lehrer, zeitweise Lehrer in Zülz
- Anton Frenzel (1790–1873), katholischer Theologe, Generalvikar und Weihbischof, 1818–1820 Kaplan in Zülz
- Johannes Reinelt (1858–1906), Schriftsteller und schlesischer Dialektdichter, besuchte das Pädagogische Seminar in Zülz
- Franz Volkmer (1846–1930), Pädagoge, Didaktiker und Heimatforscher, Direktor des Lehrerseminars in Zülz
- Andrea Rischka (* 1991), Sängerin, Musikerin und Politikerin, lebt in Zülz